# Grup de Música i Teatre El Gínjol
|  | No s'ha de confondre amb Gínjol. |

El Grup de Música i Teatre El Gínjol és una associació cultural catalana de Maçanet de la Selva, fundada el gener de 1991 amb l'ànim de fomentar la cançó coral i el teatre.
El 1991, sota la primera presidenta Maria Assumpció Artigas es va crear una coral d'adults, batejada amb el mateix nom de l'entitat, El Gínjol, i una d'infants, Xerinola, dirigides pels músics Lluís Caballeria i Judit Giralt. El 1996 va seguir el cor Espirall, per nens més grans. Finalment el 1998 es va crear el cor juvenil Coral Joventut del Gínjol. Les dues corals infantils es van dissoldre el 2014.

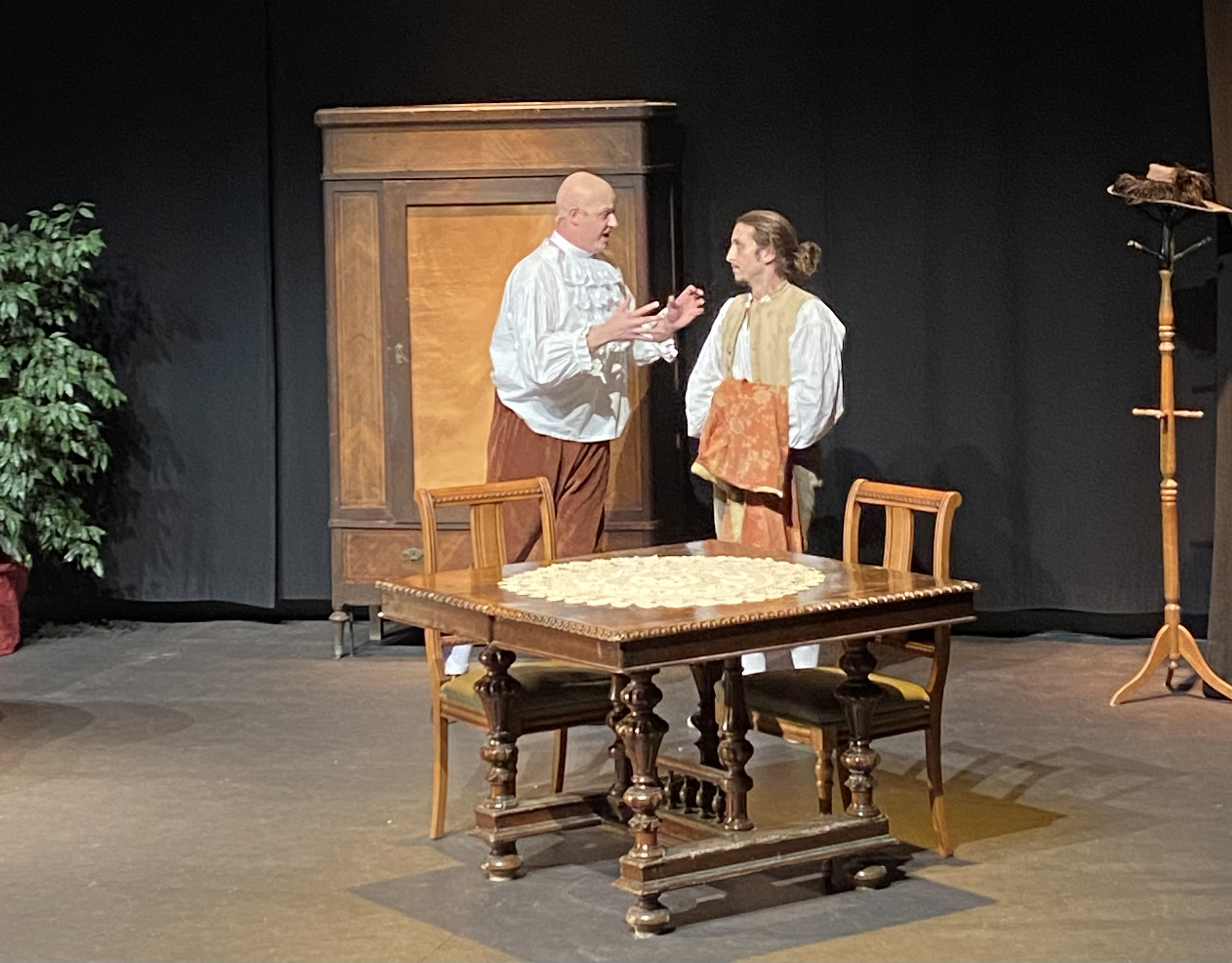
La Serva Padrona (2021)

El grup organitza igualment excursions culturals, intercanvis internacionals, cursos de ball de saló i d'iniciació al teatre infantil. Realitza espectacles musicals. Des de l'any 1996 organitza cada any el primer dissabte d'agost el «Festival de Varietats». El 2021, a l'ocasió d'aquest festival per primera vegada el grup va produir una òpera d'un acte, La minyona mestressa de Giovanni Battista Pergolesi.

## Fets destacats
- 2008: Tercer lloc per la coral Joventut dirigida per Judit Giralt al Torneo Internazionale di Musica de Verona (Itàlia)[10]

- Coral Joventut del Gínjol (2012)
- Coral d'adults El Gínjol (2019)
- Coral infantil l'Espirall el 2013